# Iglesia de San Juan Bautista (Mombeltrán)
La iglesia de San Juan Bautista es un edificio de culto católico ubicada en la villa de Mombeltrán (Ávila). Fue declarada Monumento Histórico Artístico por Real Decreto 560, el 1 de febrero de 1982.
Su capilla mayor parece corresponder al siglo XIV, cerrada con tres paños, ocultos enteramente por el retablo del altar mayor, de estilo churrigueresco del siglo XVIII, dedicado a san Juan Bautista. Este retablo está rodeado de tres pinturas que representan a san Simón, san Judas Tadeo y la Asunción de María (pinturas cuyo autor es Salvatore Galvani, año 1798), y por un presbiterio en su parte delantera, con bóveda dobles achaflanados sobre medias columnas listas. Por fuera se reduce a un cuadrado, con campanario encima y las armas de Castilla y León.
El resto de la iglesia debió edificarse por Beltrán de la Cueva, primer duque de Alburquerque, con tres naves de cuatro tramos. Sus pilares ochavados ciñen exactamente sus molduras y columnas a la forma de los miembros que sustentan, sus capiteles corridos se engalanan con hojas de cardo y escudetes lisos.
A la cabeza de la nave lateral de la Epístola hay una capilla cuadrada dedicada a san Andrés, fundada por el prior Ruy Garda Manso, con bóveda de terceletes y arco semicircular guarnecidos de bolas. Esta capilla contiene dos altares, uno dedicado a la Virgen de la Paz y otro dedicado a san Andrés. Al lado opuesto está la sacristía, con otra bóveda de nervios, mientras que en el costado izquierdo del templo existe otra capilla también ojival dedicada a la patrona Ntra. Sra. de la Puebla. Esta última capilla fue añadida en el año 1536 a expensas de Fernando Ochoa de Salazar. En esta capilla se veneran las imágenes de la Virgen de la Puebla, san Roque y san José.
En el último tramo de la nave central se erigió un coro sobre una bóveda de crucería con arcos rebajados y las armas del segundo duque de Alburquerque. Antes, quizás, se había hecho una tribuna para el órgano, en el tercer tramo de la izquierda, sobre fustes y arco entorchados.
Dentro de la iglesia se pueden contemplar diversos elementos artísticos. Una escultura de la Virgen de las Angustias del siglo XVI realizada por Gregorio Fernández. Una tabla italiana de mediados del siglo XVI que representa a la Virgen de medio cuerpo, con el Niño de pie junto a su falda que se encuentra en la sacristía, junto con otras pinturas entre las que podemos destacar un lienzo del Señor muerto, rodeado de la Virgen, las Marías y los Santos Varones, así como varios pasajes de la historia de nuestro Señor. También se puede encontrar un cuadrito del siglo XVII de vasta composición, figurando un milagro de San Francisco Javier en la capilla de san Andrés.

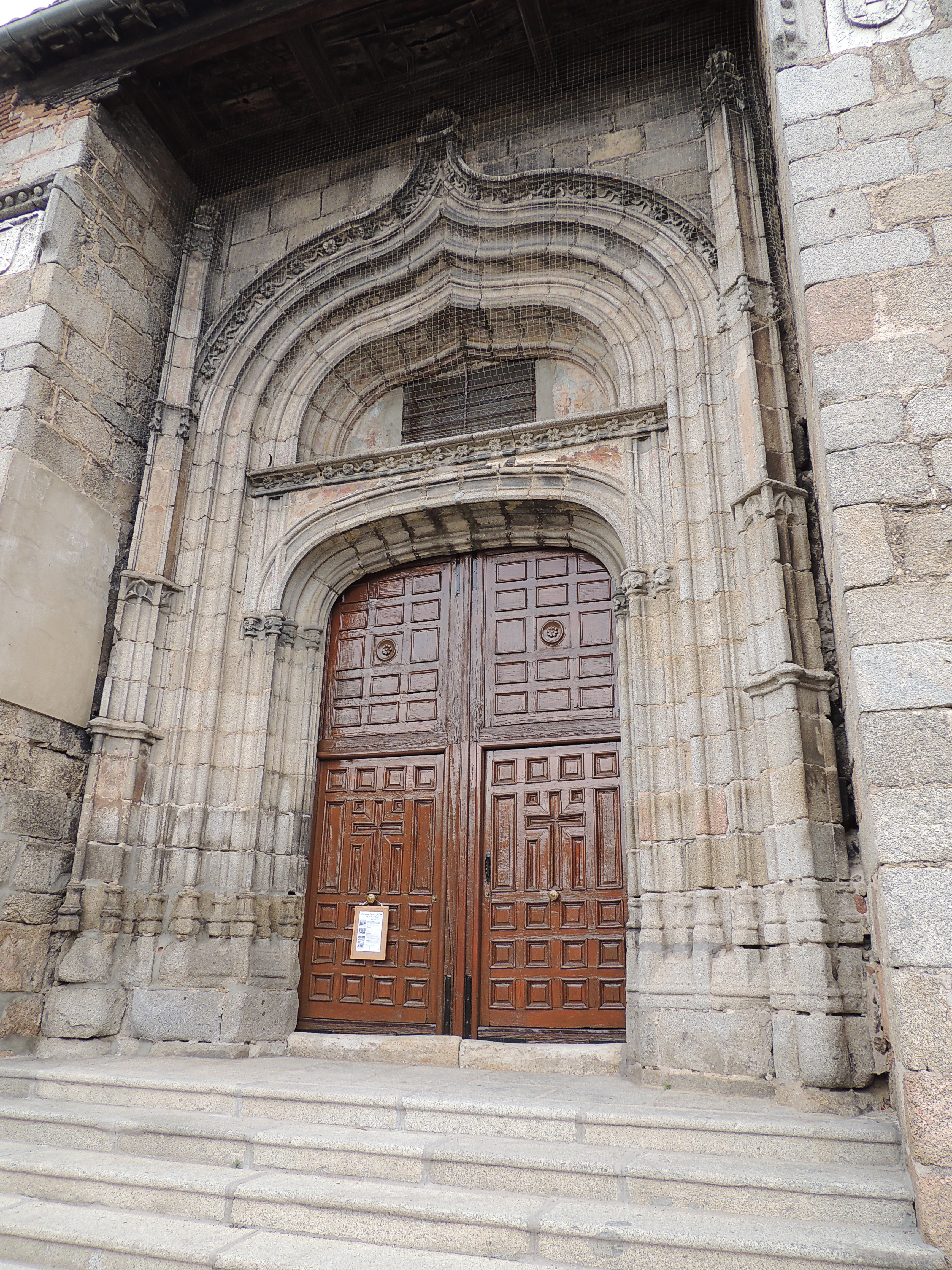
Portada de la iglesia

En cuanto a la herrería posee una reja de la capilla lateral gótica con gracioso penacho de arco, tallos ondulados y escudete sostenido por ángeles. Otra en la capilla mayor, con coronación plateresca y rematada por un crucifijo, probablemente de los hermanos Ramírez. Y finalmente otras tres rejas más sencillas en la capilla izquierda, pila bautismal y coro.
La iglesia posee además dos altares de cerámica: uno cerca de los pies de la iglesia en la nave de la Epístola dedicado a san Francisco de Asís con revestimiento de azulejos de Talavera, componiendo la impresión de las llagas de san Francisco, san Antonio y san Buenaventura con zócalo de pedestalitos y tableros jaspeados que parece datarse del siglo XVI. El otro altar junto al anterior y semejante a él, fundado por varios devotos en 1573, que está dedicado a santa Ana.
Existen otros altares situados en las naves de la iglesia: altar de las Angustias (fue donado por el obispo de Canarias, Pedro Manuel Dávila y Cárdenas, hijo de Mombeltrán), altar de la Virgen de la Paz, capilla del Santo Cristo de la Vera Cruz (construida en 1663 y fue enterramiento del caballero de la Orden de Santiago, Pedro Jacinto de Vega y Loaysa. 	
La iglesia ha sido reformada en los últimos 25 años, siempre intentándose conservar y preservar su estado original. Siendo párroco, Ángel Vadillo Pérez, se levantó un altar de piedra berroqueña en el exterior de la capilla mayor para responder a la reforma litúrgica del Concilio Vaticano II.